# Mammillaria nivosa
Mammillaria nivosa ist eine Pflanzenart aus der Gattung Mammillaria in der Familie der Kakteengewächse (Cactaceae). Das Artepitheton nivosus  stammt aus dem Lateinischen, bedeutet ‚schneebedeckt‘ und verweist auf die weiß bewollte Axillen der Art.

## Beschreibung
Mammillaria nivosa wächst einzeln oder auch Gruppen bildend. Die kugeligen bis kurz zylindrischen Triebe sind dunkelgrün bis bronzefarben. Sie werden 8 bis 10 Zentimeter im Durchmesser groß. Die seitlich zusammengedrückten stumpf konisch geformten Warzen führen reichlich Milchsaft. Die Axillen sind mit dichter Wolle besetzt. Ein Mitteldorn unterscheidet sich nicht von den 6 bis 13 Randdornen, die leuchtend gelb bis dunkelbraun und bis zu 2 Zentimeter lang sind.
Die gelben Blüten sind 1,5 bis 2 Zentimeter lang und haben einen gleich großen Durchmesser. Die keuligen Früchte sind rot und enthalten braune Samen.

## Verbreitung, Systematik und Gefährdung
Mammillaria nivosa ist in der Karibik verbreitet.
Die Erstbeschreibung erfolgte 1837 durch Ludwig Georg Karl Pfeiffer. Nomenklatorische Synonyme sind Cactus nivosus (Link ex Pfeiff.) Kuntze (1891), Coryphantha nivosa (Link ex Pfeiff.) Britton (1915), Neomammillaria nivosa (Link ex Pfeiff.) Britton & Rose (1923) und Mammillaria flavescens var. nivosa (Link ex Pfeiff.) Backeb. (1961).
In der Roten Liste gefährdeter Arten der IUCN wird die Art als „Least Concern (LC)“, d. h. als nicht gefährdet geführt.

## Nachweise